# Приватна синагога ім. А. Зеленського
Приватна синагога імені Авраама Мойсейовича Зеленського — була побудована в Полтаві 1879 року на вулиці Мало-Петровській (сучасна Небесної Сотні), 13. Її зведення було присвячено пам'яті купця 1-ї гільдії, єдиного єврея, що був міським головою Полтави, Авраама Зеленського.

## Історія
Місцем для будівництва нової синагоги було обрано двір колишнього готелю «Континенталь». Автор проекту наразі не відомий. Будівля синагоги була одноповерховою цегляною спорудою розміром 14х24 метри. Окрім молитовного залу, синагога мала й інші приміщення для виконання обрядів.
У 1930-х роках, після закриття й націоналізації синагоги, в будівлі було створено кооперативне студентське кафе, в якому харчувались студенти чотирьох полтавських вишів: будівельного, педагогічного, сільськогосподарського та медичного. У молитовному залі, на місці біми, був облаштований буфет.
У повоєнні роки в будівлі функціонувала спортивна зала. З боку вулиці Леніна синагогу прикривав одноповерховий пасаж, комплекс дореволюційних і довоєнних магазинів. Від 1945 року в будівлі колишньої синагоги розміщувалось відділення проектного інституту та пошивне ательє військторгу. 1970 року будівлі пасажу й синагоги було знесено, а на їх місці побудовано Будинок побуту, зданий в експлуатацію 1972 року.

## Архітектура
Синагога за своєю архітектурою була типовою культовою спорудою юдейського віросповідання середини XIX століття. Для такого типу архітектури було характерним застосуванням еклектичної архітектури з використанням у зовнішньому оформленні будівель елементів різних історичних стилів. У декорі синагоги переважали елементи й форми мавританського стилю. Особливостями зовнішнього та внутрішнього оформлення будівлі були арочні вікна, обрамлені лиштвами, пілястри в площині стін у простінках і на кутах, а також стилізований антаблемент. Входи з трьох сторін будівлі були зроблені у вигляді порталів, карниз невеликого виносу, оздоблений ліпним орнаментальним фризом, спирався на стіни.